# Helsingborgs IF
El Helsingborgs IF és un club suec de futbol de la ciutat de Helsingborg.

## Història
També conegut com a HIF, el club es formà el 4 de juny de 1907. Va ser conegut com a Hälsingborgs IF entre 1912 i 1971.

## Jugadors destacats
- Sven Andersson
- Erik Edman
- Sven Espling
- Folke Friis
- Jesper Jansson
- Ulrik Jansson
- Knut Kroon
- Marcus Lantz
- Henrik Larsson
- Anders Linderoth
- Malte Mårtensson
- Roland Nilsson
- Álvaro Santos
- Arild Stavrum
- Kalle Svensson
- Ola Nilsson
- Olafur Ingi Skulason

## Palmarès
- Campionat suec de futbol (4): 1932–33, 1933–34, 1940–41, 1999
- Allsvenskan (6): 1928–29, 1929–30, 1932–33, 1933–34, 1940–41, 1999
- Svenska Cupen (3): 1941, 1997–98, 2006